# 133850 Heatherroper
133850 Heatherroper este o planetă minoră (asteroid) din centura de asteroizi. A fost descoperită pe 19 decembrie 2003 la Catalina Station⁠(d) de Catalina Sky Survey. 
Obiectul prezintă o orbită caracterizată de o semiaxă mare de 2,9173455115583 UAi, o excentricitate de 0,11, o înclinație de 14,5 ° în raport cu ecliptica.